# Engenthal (Frankrijk)
Engenthal is een voormalige gemeente in het Franse departement Bas-Rhin in de regio Elzas.
De gemeente omvatte de plaatsen Engenthal-le-Bas, Engenthal-le-Haut en Obersteigen.
Op 1 november 1974 fuseerde Engenthal met Wangenbourg tot de gemeente Wangenbourg-Engenthal.